# Filantropía
El término «filantropía» designa, en general, el amor por la especie humana y a todo lo que a la humanidad respecta, expresada en la ayuda desinteresada a los demás.
La palabra deriva del griego φίλος (filos) y άνθρωπος (ánthropos), que se traducen como «amor» (o «amante de», «amigo de») y «hombre», respectivamente, por lo que «filantropía» significa «amor a la humanidad». Su antónimo es «misantropía».
Los donativos a organizaciones humanitarias, personas, comunidades, o trabajando para ayudar a los demás, directamente o a través de organizaciones no gubernamentales con fines no lucrativos, así como lo es el trabajo de voluntario para apoyar instituciones que tienen el propósito específico de ayudar a los seres humanos y mejorar sus vidas, son considerados actos filantrópicos, siempre y cuando no estén movidos por intereses económicos.
La filantropía comúnmente se superpone con la caridad, aunque no toda caridad es filantropía, o viceversa. La diferencia comúnmente citada es que la caridad alivia los problemas sociales, mientras que la filantropía intenta resolver esos problemas definitivamente (la diferencia entre dar un pescado a un hombre hambriento y enseñarle a pescar).[cita requerida]

## Historia

### Mundo antiguo
El término fue creado por Flavio Claudio Juliano (331/332 - 26 de junio de 363), conocido como Juliano el Apóstata, quien fue emperador del Imperio romano desde 361 hasta su muerte.
Una de las tareas principales de Juliano como emperador fue la de restaurar el paganismo. En este intento, imitó a la Iglesia Católica en todas sus instituciones, también en su doctrina, como en este caso. Así, acuñó el término "filantropía" para suplir al cristiano de caridad, que formaba una de las virtudes de la nueva religión y que nunca había sido parte del paganismo como religión en Roma o Atenas.[cita requerida]
En la antigua Grecia la filantropía se definía como el "amor al ser humano". Es la naturaleza esencial y el propósito de la humanidad, la cultura y la civilización — un concepto intrínsecamente filosófico, que contiene tanto la metafísica como la ética.
Los griegos adoptaron el "amor a la humanidad" como un ideal educativo, cuyo objetivo era la excelencia (areté) — el autodesarrollo máximo de cuerpo, mente y espíritu, que es la esencia de la educación liberal. La Academia de Platón define philanthropia como "un estado de buenos hábitos derivados del amor a la humanidad". También se asoció con la libertad y la democracia.

### Filantropía moderna
La filantropía moderna comienza en la ilustración, después del siglo XVII en Europa, con filósofos inclinados hacia una visión más progresista. Esta tendencia alcanzó una articulación especialmente en la Ilustración escocesa. Influenciados por estas ideas, empiezan a florecer en Inglaterra, y las clases altas adoptan cada vez más una actitud filantrópica hacia los más desfavorecidos en los club de caballeros y otras asociaciones.
Algunos filántropos importantes de este periodo en Inglaterra fuero, entre otros: Thomas Coram, William Wilberforce y Lord Shaftesbury.[cita requerida]
Otro importante ejemplo fue el del filántropo suizo Henry Dunant, quien fundó la Cruz Roja en Ginebra en 1863. Durante la guerra franco-prusiana de 1870, Dunant dirigió personalmente las delegaciones de la Cruz Roja que trataron a los soldados heridos.
En Estados Unidos destacó el empresario Andrew Carnegie, quien escribió El evangelio de la riqueza y se dedicó a la filantropía a gran escala, con especial énfasis en la creación de bibliotecas locales, la paz mundial, la educación y la investigación científica. Otros filántropos estadounidenses importantes del siglo XX fueron los empresarios John D. Rockefeller y Henry Ford.

### Filantrocapitalismo
En el siglo XXI se produce una irrupción de filántropos multimillonarios como Bill Gates, Warren Buffett y George Soros, que crean fundaciones que gestionan con técnicas empresariales para dirigir los resultados de sus actividades no lucrativas, una característica que Matthew Bishop, editor de The Economist, bautizó con el nombre de «filantrocapitalismo», neologismo formado por filantropía y capitalismo. Con estas fundaciones, los filántropos ejercen una gran influencia en los gobiernos de un mundo ya globalizado.

## Ventajas para el filántropo

### Mejora de su imagen pública
La publicidad que se hace de las grandes donaciones filantrópicas ayuda a mejorar la imagen de marca del donante, de manera que se le asocia una percepción de compromiso con la sociedad. Las empresas que realizan este tipo de donaciones se benefician de una ventaja competitiva fruto de esta mejora de su propia imagen pública, además de mejoras en la actitud y productividad de sus empleados.
Carol Cone, presidenta de Cone Communications, comenta al respecto:

En ocasiones la filantropía tiene mayor incidencia que la publicidad y es con frecuencia un motivador más fuerte que las mismas promociones.

### Ventajas fiscales
Las donaciones filantrópicas gozan de ventajas fiscales en numerosos países, lo que supone un incentivo económico.
En Estados Unidos se aplica a las donaciones una deducción fiscal igual a la tasa impositiva marginal que, por tanto, es mayor cuanto mayores son los ingresos del filántropo. En España existen diversos conceptos que tienen deducciones del 25% o 30% en la declaración de la renta; aquellas donaciones que no entran en los supuestos especificados tienen una deducción del 10%.